# Hans Matheson
Hans Matheson (* 7. srpna 1975 Stornoway) je skotský herec.

## Biografie
Matheson je synem Sheeny a Iaina (Ada) Mathesonových. Brzy po narození se s rodinou přestěhoval do Canterbury v Anglii. Když byl dítětem, tak se zúčastnil se svými rodiči a mladším bratrem Willem folkových festivalů a koncertů Boba Dylana. Jeho otec je hudebníkem a malířem a dědeček byl zpěvákem a hudebním skladatelem. Matka pracuje jako terapeutka.

## Dílo

### Herectví
Hans jako dítě z psychických důvodů přestoupil z klasické školy na dramatickou školu Avondale Hall v Claphamu. Jelikož byl již od mala talentovaný herec dostal se k účinkování v TV show Christmas a následně roli ve hře Mojo, která se hrála v divadle Royal Court. Zahrál si i v její filmové verzi. Hrál v televizních show Bramwell, Wycliffe a Family Money a následně ve filmech jako např. Stella does tricks, Still crazy - pořád a naplno a Bodywork.
Roku 1998 si zahrál ve filmovém zpracování románu Viktora Huga Bídníci roli Mariuse - milého Cossety, kterou hrála Claire Danesová. Dále se objevil v evropských filmech Canone inverso - Making love, Dina a Mlhy Avalonu. Matheson ztvárnil roku 2002 roli Jurije Živaga ve filmové adaptaci románu Borise Pasternaka Doktor Živago. Film režíroval Giacoma Campiotti a objevila se v roli i Keira Knightley. Roku 2005 si zahrál ve Panenská královna. V roce 2006 Matheson hrál s herečkou Demi Moore ve filmu Světlo ve tmě. V roce 2008 si zahrál v seriálu Tudorovci. Ve stejném roce měl premiéru film Bathory, koprodukční historický film, na jehož tvorbě se podílelo hlavně Slovensko a Česká republika. Matheson hrál Merise Caravaggiho, osudového muže hlavní hrdinky.
V roce 2009 se zapojil do charitativní akce s názvem "Duchenne", v rámci níž vyšla 9. března 2009 kniha The caledonian kitchen. Celkem 40 skotských celebrit přispělo některým svým vlastním receptem do této knihy a mezi nimi i herec Hans Matheson. Peníze šly na pomoc pro lidi s vrozenou svalovou dystrofií.
Matheson dále hrál ve filmech jako Tess z rodu D'Ubervillů (2008), Sherlock Holmes (2009) nebo Souboj Titánů (2010). Roku 2011 se věnoval fotomodelingové akci. Roku 2013 si zahrál hlavní roli ve vánočním filmu The Christmas Candle a roku 2014 Aischyla v 300: Vzestup říše.

### Hudba
Hans je však talentovaný i v hudbě. Hraje na kytaru, klavír, housle a foukací harmoniku, zpívá a skládá vlastní písně. Podílel se na otcově albu "Out on the Islands".

## Filmografie (výběr)
- Poldark (1996), jako Ben Carter
- Mojo (1997), jako Silver Johnny
- Bídníci (1998), jako Marius Pontmercy
- Dina (2001), jako Tomas
- Mlhy Avalonu (2001), jako Mordred
- Doktor Živago (2002), jako Jurij Živago
- Imperium: Nero (2004), jako Nero
- Panenská královna (2005) jako Robert Devereux, 2. hrabě z Essexu
- Světlo ve tmě (2006), jako Angus McCullough
- Bathory (2008), jako Merisi Caravaggio
- Tess z rodu d'Urbervillů (2008), jako Alec D'Urberville
- Tudorovci (2008) jako arcibiskup Thomas Cranmer
- Sherlock Holmes (2009) jako Lord Coward
- The Christmas Candle (2013) jako David Richmond
- 300: Vzestup říše (2014) jako Aischylos